# Rhantus annectens
Rhantus annectens är en skalbaggsart som beskrevs av Sharp 1882. Rhantus annectens ingår i släktet Rhantus och familjen dykare. Inga underarter finns listade i Catalogue of Life.